# Alfredo Barbieri
Alfredo Barbieri (Buenos Aires, 21 de septiembre de 1923 - San Juan de Puerto Rico, 6 de julio de 1985) fue un célebre humorista y actor argentino. Fue el padre de la actriz y comediante Carmen Barbieri, hijo del guitarrista de Carlos Gardel, Guillermo Barbieri y abuelo de Federico Bal. Su padrino fue Carlos Gardel.

## Trayectoria artística

### En el cine
Se constituyó en una de las grandes figuras del teatro porteño de la década de 1950 donde se destacó con sus fonomímicas junto a otro grande del género que fue Don Pelele con quién formó una dupla exitosa y memorable que arrasó con el público y las críticas y que en siglo XXI, son de culto. Luego de este éxito fueron convocados para realizar cine, filmando varias películas bajo la dirección de Enrique Carreras, dando comienzo al género picaresco. Entre sus fabulosas interpretaciones está la del genial Al Jolson, para la que pintaba su rostro de negro.
En dichas filmaciones incorporaron a otros dos genios del varieté y humor, los hermanos Tono Andreu y Gogó Andreu, y aprovechando -al igual que los cinco grandes del buen humor- el boom del mambo, trajeron a otra bailarina despampanante de origen cubano que es Amelita Vargas. 
La pareja que integró con Don Pelele se disolvió en 1966, luego siguieron caminos separados, tanto en cine donde trabaja junto a la genial Niní Marshall, como en televisión donde se lució no solo en Argentina sino también en Puerto Rico, donde falleció en 1985. Su viuda le sobrevivío por 34 años, hasta morir en el 2019, a los 90 años.

## Filmografía
- Mary tuvo la culpa (1950)
- El mucamo de la niña (1951)
- Ritmo, sal y pimienta (1951)
- Las zapatillas coloradas (1952)
- Los tres mosquiteros (1953)
- La mano que aprieta (1953)
- La tía de Carlitos (1953)
- Romeo y Julita (1954)
- Escuela de sirenas... y tiburones (1955)
- Ritmo, amor y picardía (1955)
- El fantasma de la opereta (1955)
- Estrellas de Buenos Aires (1956)
- El sonámbulo que quería dormir (1956)
- Venga a bailar el rock (1957)
- Canción de arrabal (1961)
- El Club del Clan (1964)
- Viaje de una noche de verano (1965)
- Coche cama alojamiento (1967)
- Vamos a soñar con el amor (1971)
- Patolandia nuclear (1978)
- Ritmo a todo color (1980)

- Datos: Q5667531